# Stateless (Band)
Stateless ist eine britische Band aus Leeds. Sie weist Elemente von elektronischer Musik und Alternative Rock auf.

## Geschichte
Stateless wurde 2002 in Leeds gegründet. Die Gründungsmitglieder Chris James, James Sturdy und Jon Taylor waren zuvor in Rockbands aktiv und experimentieren viel mit Electronica und Hip-Hop. DJ kidkanevil stieß als Folge ihres Interesses an Hip-Hop zur Band, während Rod Buchanan-Dunlop als Programmierer beitrat, nachdem er James an der Leeds Metropolitan University kennengelernt hatte. Eine Demo mit den Songs „Exit“ und „Prism No. 1“ wurde im Februar 2003 veröffentlicht und erhielt positive Resonanz, was zu Auftritten im Radio und einer Platzierung auf der BBC Radio 1 Playlist führte.
Stateless unterschrieb 2004 einen Plattenvertrag bei Sony Music und veröffentlichte ihre Debütsingle „Down Here“ im April 2004. Nach der Auflösung des Vertrags 2006 mit Sony unterschrieben sie bei !K7 Records und veröffentlichten ihr gleichnamiges Debütalbum am 16. Juli 2007. Ihr zweites Album „Matilda“ erschien 2011 beim Label Ninja Tune und beinhaltete unter anderem Beiträge von DJ Shadow.
Der musikalische Stil von Stateless wird oft als Mischung aus Hip-Hop und Rock beschrieben, wobei elektronische Elemente mit traditionellen Instrumenten kombiniert werden. Die Band lässt sich schwer in ein bestimmtes Musikgenre einordnen und betont, dass sie sich nicht auf einen Musikstil beschränken möchte.
Einflüsse der Band stammen laut eigener Aussage von DJ Shadow, Radiohead und Björk.

## Diskografie (Auswahl)

### Studioalben
- 2007: Stateless
- 2011: Matilda

### EPs
- 2004: Down Here
- 2007: Exit
- 2008: Window 23
- 2011: I'm On Fire